# Lempäälän-Vesilahden Sanomat
Lempäälän-Vesilahden Sanomat är en finländsk dagstidning som utkommer ett gång i veckan i Lembois och Vesilax. Tidningen grundades 1931. Den utkom mellan 1956 och 1975 under namnet Lempäälän-Vesilahden-Tottijärven Sanomat. Tidningen har ca 22 000 läsare. Upplagan är drygt 7 300 exemplar.